# Spreewaldbahn 501
Der zweiachsige Triebwagen 501 der Spreewaldbahn AG war 1934 von der Waggonfabrik Talbot in Aachen für die Rationalisierung des Betriebes auf der Spreewaldbahn beschafft worden und sollte für bestimmte Verbindungen den Dampfbetrieb ablösen.

## Geschichte
Der Triebwagen wurde 1933 bei der Waggonfabrik Talbot in Aachen gebaut und traf am 29. Juli 1934 in Straupitz ein. Der Vorteil des Triebwagens war die Einmannbedienung und die Trennung von Personen- und Güterverkehr. Es unterblieben die langen Aufenthalte auf den Endbahnhöfen zum Rangieren und Umsetzen. Er verkehrte auf der 13,8 km langen Strecke zwischen Straupitz und Goyatz etwa sechs Minuten schneller als ein dampflokbespannter Zug.
Anfangs trug er dem Zeitgeist entsprechend eine Werbeaufschrift „Fliegender-Spreewälder“. In den ersten Monaten wurde dem Fahrzeug zudem ein Beiwagen mitgegeben. Aus unbekannten Gründen entgleiste dieser zwei Mal, so dass der Triebwagen danach als Einzelfahrzeug verkehrte. Bis in die letzten Betriebsjahre verkehrte er im Schülerverkehr auf den Strecken Straupitz–Goyatz und Straupitz–Burg, in Burg mussten die Reisenden nach Cottbus in einen lokbespannten Zug umsteigen. Außerdem sorgte das Fahrzeug für die Abendverbindung zwischen Straupitz und Cottbus.
Kurz vor Stilllegung der Spreewaldbahn wurde der Triebwagen aufgrund ausgefahrener Achsbuchsen, beschädigter Radreifen und fehlender Ersatzteile abgestellt und 1974 verschrottet.

## Technische Merkmale/Ausstattung
Der Daimler-Benz-Antriebsmotor des Triebwagens leistete 65 PS und hing in einem gesondert gefederten Rahmen in der Untergestellmitte. Das Drehmoment wurde über eine Kardanwelle und ein Getriebe auf eine Achse übertragen.
In seiner Raumaufteilung glich das Fahrzeug mit den beiden als Gepäckraum ausgebildeten Einstiegsräumen einem Straßenbahnwagen. Die Gepäckräume waren von dem 28 Personen fassenden Fahrgastraum mittels Schiebetüren getrennt. Die äußeren Schiebetüren am Einstieg erhielten eine lichte Weite von 850 mm. Die Sitze waren mit Schaumgummisitzen und Rückenpolstern ausgestattet.